# Сеферівка
Сефе́рівка — село в Україні, у Барській міській громаді Жмеринського району Вінницької області. Населення становить 348 осіб.

## Історія
Під час другого голодомору у 1932–1933 роках, проведеного радянською владою, загинуло 4 особи.
12 червня 2020 року, відповідно до Розпорядження Кабінету Міністрів України № 707-р «Про визначення адміністративних центрів та затвердження територій територіальних громад Вінницької області», увійшло до складу Барської міської громади.

19 липня 2020 року, в результаті адміністративно-територіальної реформи та ліквідації Барського району, село увійшло до складу Жмеринського району.

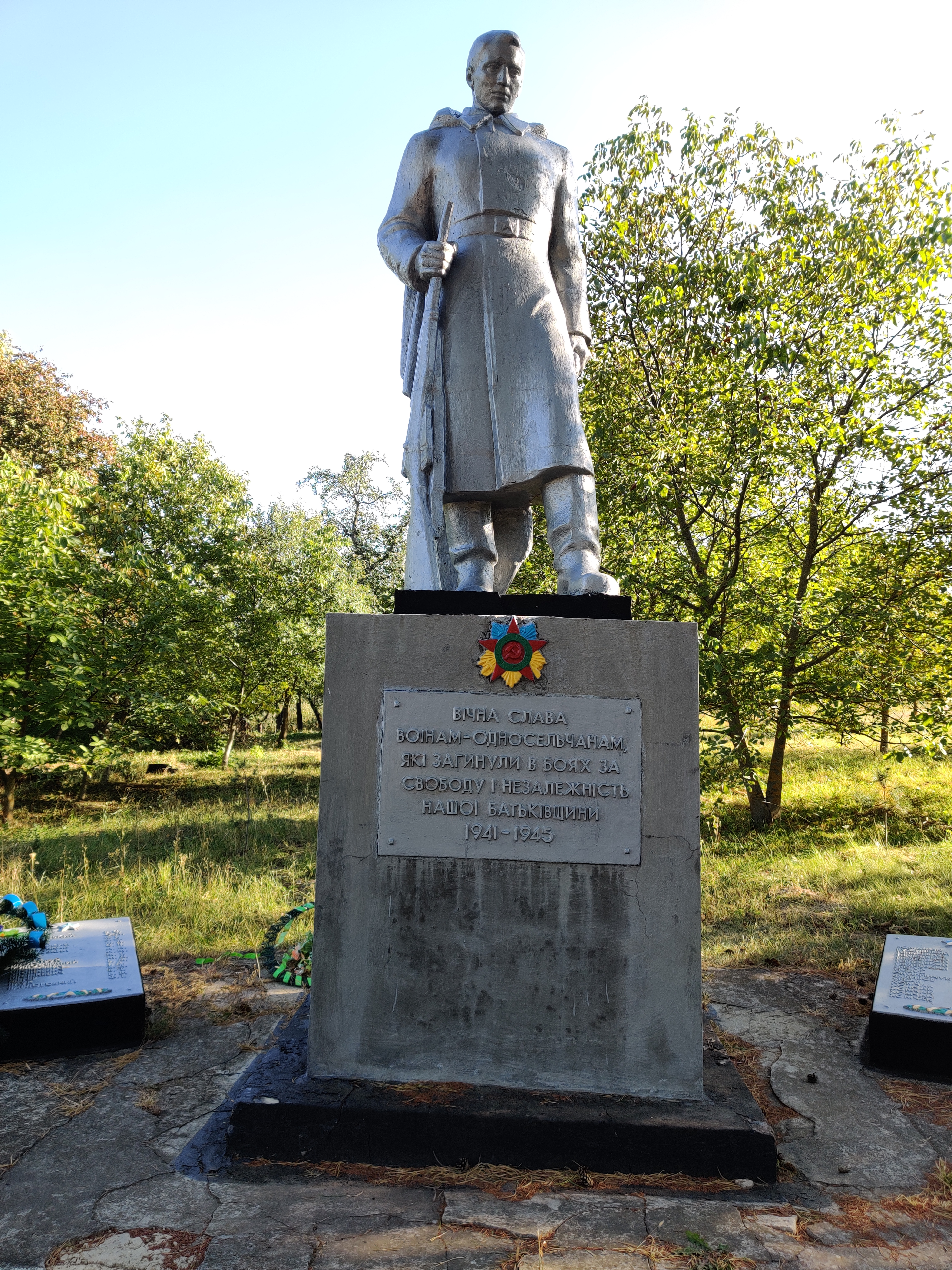
Пам'ятник воїнам-односельцям

## Визначні особистості
Кульчицький Віктор Михайлович —український військовик, учасник російсько-української війни

## Пам'ятки
- Пам'ятник 100 воїнам-односельцям, загиблим на фронтах німецько-радянської війни[5], споруджений 1967 року. Пам'ятка розташована біля місцевої школи.
- Поселення епохи бронзи і черняхівської культури[6], XI—X ст. до н. е., II—IV ст. до н. е.